# Hans-Jörg Krüger (Chemiker)
Hans-Jörg Krüger (* 1960 in Dortmund) ist ein deutscher Chemiker und Hochschullehrer.

## Leben
Krüger studierte von 1978 bis 1981 Chemie an der Philipps-Universität Marburg und wechselte nach dem Vordiplom mit einem International Exchange Stipendium des Landes Hessen in die USA an die University of Georgia, wo er 1983 bei Jean LeGall seinen Master of Science im Fach Biochemie erlangte. Ab 1983 studierte Krüger Chemie an der Harvard University und promovierte 1990 bei Richard H. Holm mit einer Arbeit zur Redoxchemie von Nickelkomplexen mit Schwefelliganden.
Von 1990 bis 1996 war Krüger Hochschulassistent (C1) an der Universität Hamburg und habilitierte sich dort 1997. Nach einer Privatdozentur in Hamburg wechselte er für eine Gastprofessur 1998/99 an die Universität Wien. Dort erhielt er einen Ruf auf eine Stelle als Universitätsprofessor (C3) für Anorganische Chemie an der Johannes Gutenberg-Universität, die er von 1999 bis 2002 innehatte. Einen Ruf auf die C4-Professor für Bioanorganische Chemie an der Universität Hohenheim lehnte er ab, nahm aber einen Ruf auf die Nachfolge von Otto J. Scherer auf eine C4-Professor für Anorganische Chemie an der Technischen Universität Kaiserslautern (Nachfolger: Rheinland-Pfälzische Technische Universität in Kaiserslautern) an, wo er seit 2002 tätig ist.

## Wissenschaftliche Schwerpunkte
In seinen wissenschaftlichen Arbeiten beschäftigt sich Krüger mit der Koordinationschemie der Übergangsmetalle, der bioanorganischen Chemie sowie mit Redoxreaktionen metallorganischer Verbindungen.

## Stipendium und Auszeichnungen
- 1981 Stipendium des Landes Hessen für einen einjährigen Studienaufenthalt im Ausland
- 1983 Honor Society Phi Kappa Phi
- 1998 Förderpreis der Karl-Ziegler-Stiftung

## Veröffentlichungen
- Redox Chemistry of Nickel Complexes in an Anionic Sulfur Environment and its relevance to Nickel-Containing Hydrogenases. Dissertationsschrift, Harvard University, 1990, 190 S.[2]

- 2,11-Diaza[3.3](2,6)pyridinophane – A Unique Class of Ligands Habilitationsschrift, Universität Hamburg, 1997[3]